# 鈴木優磨
鈴木 優磨（すずき ゆうま、1996年4月26日 - ）は、千葉県銚子市出身のプロサッカー選手。Jリーグ・鹿島アントラーズ所属。ポジションはフォワード（FW）。
本名は、鈴木 優磨（すずき ゆうま）。
実兄の鈴木翔大もプロサッカー選手（ブラウブリッツ秋田所属）。

## 来歴

### プロ入り前
小学校1年生から鹿島アントラーズのスクールに通う。2012年、鹿島アントラーズジュニアユースからユースチームに昇格し、2014年には10年ぶり3度目のJユースカップ優勝に貢献。また3月には、2種登録選手として登録され、2015年にトップチームに昇格することが決定した。

### 鹿島アントラーズ
2015年、鹿島アントラーズユースからトップチームに昇格。9月12日のガンバ大阪戦（2ndステージ第10節）でJ1リーグ戦初出場、アディショナルタイムには初得点を決める。10月17日の柏レイソル戦（2ndステージ第14節）では、後半38分から途中出場し、アディショナルタイムに決勝点を挙げ、勝利に貢献した。
2016年、開幕戦のガンバ大阪戦では市立吹田サッカースタジアムにおける公式戦初得点を決める。12月3日、Jリーグチャンピオンシップ決勝の第2戦・浦和レッズ戦では途中出場からPKを獲得し、優勝に貢献した。FIFAクラブワールドカップ2016の準決勝でアトレティコ・ナシオナルを相手に得点を決めたあと、クリスティアーノ・ロナウドのゴールパフォーマンスで注目を集め、マルカなどのスペインメディアから取材を受けた。
2017年からは背番号を9に変更。3月10日、J1第3節の横浜F・マリノス戦では途中出場から決勝ゴールをあげて、2017年シーズンにおいてホーム初白星をあげた。5月10日、ACL第6節のムアントン・ユナイテッドFC戦で2得点を決めて首位通過に貢献した。7月22日、JリーグワールドチャレンジのセビージャFC戦では後半途中出場し2ゴールをあげる活躍にて勝利に貢献した。9月3日のベガルタ仙台とのルヴァンカップ準々決勝第2戦で2得点を奪い、鹿島の下部組織出身選手最多のシーズン通算14得点目を決めた。
2018年4月3日、ACLの上海申花戦では1得点1アシストの活躍でグループリーグ突破に貢献した。9月29日、第28節のヴィッセル神戸戦で3試合連続得点を含む1得点1アシストの活躍で勝利に貢献した。11月7日、国際親善試合に挑む日本代表のメンバーに初選出されたが、ACL決勝で負傷したため辞退した。11月11日、鹿島初のAFCチャンピオンズリーグ優勝を成し遂げた。この大会14試合全試合に出場し、大会MVPに選出された。

### シント＝トロイデン
2019年7月15日、ベルギー1部のシント＝トロイデンVVとクラブ間合意したことを発表した。8月31日、第6節のKASオイペン戦で途中出場から新天地デビューを果たした。9月21日、第8節のシャルルロワSC戦で初スタメンを飾ると移籍後初ゴールを決めた。
2021年4月7日、ワースラント＝ベフェレン戦で2ゴールを挙げ、今季17ゴール目を決めた。9月3日、夏の移籍市場で本人がセリエAに移籍する希望だったが実現せず、チームに残留したのち公式戦出場の拒否をはじめ自身の振る舞いに関して監督にも謝罪した。9月19日、KRCヘンク戦で2021-22シーズン初ゴールを決めた。

### 鹿島アントラーズ復帰
2022年1月3日、鹿島アントラーズへ完全移籍で加入することが発表された。2年半ぶりの復帰となる。その際に本人は「アントラーズを優勝させるために帰ってきました」とコメントしている。背番号は40。ディエゴ・ピトゥカとともに副キャプテンに就任した。2月19日、J1リーグ開幕節ガンバ大阪戦で復帰後初ゴールを決めた。リーグ戦で7得点9アシストを決めた。9アシストはリーグ最多で、唯一全アシストがコーナーキックやフリーキックからではなく流れの中で生まれたものだった。J1全チームの選手・監督の投票で選ばれる2022Jリーグ優秀選手賞を受賞した。
2023年、4人制キャプテンの1人に名を連ねる。第11節で4試合連続得点を決めて、チームの3連勝と15位に沈んでいた順位を8位まで上昇させる事に貢献した。7月12日、天皇杯3回戦J2・ヴァンフォーレ甲府戦では、延長戦を経てPK戦はフォワード選手としては異例の11人目として蹴った。キッカーが1巡しても決着が着かず、2巡目に入ったがチームは敗れた。2023Jリーグ優秀選手賞を受賞した。
2024年、植田直通とともに副キャプテンに就任。 宮崎キャンプ中の1月30日の練習試合で右頬骨骨折をし、開幕戦の名古屋グランパス戦ではフェイスガードをつけて出場した。第36節名古屋グランパス戦でキャリア初のレッドカードを受け退場となった。その後、出場停止明けとなった第37節セレッソ大阪戦で得点を挙げた。試合後には「禊は終了しました」と発言しSNSで話題となった。この年、Jリーグでのキャリアハイとなる15ゴールを挙げ、3年連続となる2024Jリーグ優秀選手賞を受賞した。

## プレースタイル
空中戦やポストプレーを得意とし、攻守に貢献度が高く、万能なフォワードでゴールもアシストもできる選手。また、ファウルを貰う、コーナー付近での時間稼ぎなど、チームが有利になるようなプレーも得意とする。
2023年シーズン第9節アルビレックス新潟戦で垣田裕暉が決めたゴールの鈴木優磨のアシストを元イタリア代表トッティが素晴らしいと称賛した。
2024年シーズン第22節北海道コンサドーレ札幌戦での藤井智也へのアシストが「ベッカムのようだ」とSNSで話題になった。

## 人物
- 相手選手をイラつかせて報復行為を誘発させて、警告を受けさせたり、退場に追い込むなどする。
- 自身のTwitterで日本代表の森保一監督への批判的ツイートやそれに関連したツイートにいいねをするなどして物議を醸した[38]。
- ベルギーから古巣鹿島に復帰する際、小笠原満男が背負っていた40番を背負うこととなった。本人は、「チームに一番、タイトルをもたらしてきた人の番号っていうのは、自分にとってもプレッシャーになる」 と話し、「ロッカールームに入って、この番号を見たときに、もう一度やろうっていうようなスイッチが、必ずどの試合でも入ると思うので」と明かした[39]。
- 2022年8月27日に行われた川崎フロンターレ戦において直前のファールに対し強い口調で抗議した谷口彰悟に対して報復とも取れる危険なタックルを行った[40]。
- 2023年2月18日に行われた京都サンガF.C.戦にて、中指を立ててきた複数の京都サポーターへ報復としてアントラーズが追加点を決めた場面で「2-0」を表すハンドジェスチャーを行い、反スポーツマン的行為としてイエローカードの提示を受けた[41][42]。
- レオセアラは「ピッチ内外で人が違いすぎる」と話した[43]。
- 西尾隆矢は試合中に鈴木と激しくもみ合った事について聞かれた際に「サッカーやってる以上、全然あることなんで。試合後は挨拶してもらった[44]。
- 2023年3月時点の市場価格は200万ユーロであり、Jリーグの日本人選手の中で最高額、またJリーグのフォワードの中でも最高額となった[45]。
- 2023年5月の蝶野正洋との対談にて様々な事象を明らかにした。
  - 「銚子はかなり気の荒い人たちが多いとかって。」という質問に「そうです。本当にそうです」と答えた[46]。
  - 喧嘩腰のプレースタイルについては「ピッチ外はまったく違う人間なんです。多分、みんなが思うより普通の人間です。ただ、ピッチに入るとプロレスを見ていた影響かわからないですが、やっぱり演じるんですよね、自分を。」と話し蝶野は「やっぱりそうだよ。お父さんはお父さん演じるし、先生は先生を演じる。みんなやっぱりそれぞれ演じているんだと思うよ。でもうちのカミさんは何を演じているのかわからないんだよね。ものすごく怖いの」と返した。
  - 鈴木は「演じきることが嫌じゃないから続けている。」「「俺はフォワードなので、ポジション的に。『俺がおいしいとこ持ってく』その気持ちはめちゃくちゃ大事だなと。いくら頑張ってもやっぱりゴール決めないとなかなか評価されにくいポジションなので。喧嘩腰でいかないと、どっかこう優しい気持ちが出ちゃう『なんで俺この大人しい人とガツガツやんなきゃいけないんだろう？』って。多少自分が悪くても、強引に試合に入る」と話した[46][47]。
  - 子供の頃にテレビでWWEを見てからの大のプロレスファンであり、当時はサッカーよりもプロレスの方を見ていた。WWEから発展して日本のマットにも興味を持つようになり、WWEでよく見ていたレスラー（スーパースター）にジョン・シナ、トリプルH、レイ・ミステリオ・ジュニアを挙げた他、日本では棚橋弘至と中邑真輔の対戦が好きだったと発言している。
- 大迫勇也と興梠慎三を天才として絶賛している。また、二人の共通項として「ピッチ内で動く幅は多くない。あと力を発揮する瞬間、力を抜くところの強弱がめっちゃ上手い。ディフェンダーが一番食いつきたくなるタイミングで身体を当てる。駆け引きが上手い」などと話した[48]。
- 2024年、プレミアリーグのブライトンとの親善試合で1-5で大敗し力の差をまざまざと見せつけられる結果に「世界のサッカーはとんでもないスピードで成長しているなと感じた。衝撃の連続でどうしようもなかった。ボールを持った時の1人1人の質は正直レベルが違う。すごく考えながらサッカーをやってるなと。うちのFWが食い付くのを待って、食いついた瞬間に、3人目のフリーマンを使って、そこから前進してくる形がベースになっていた。ほかの選手の立ち位置の良さも抜群で、距離感がいいからミスも起こらない。これが今の世界のスタンダードなんだなと。相当整理されたなかで、決まりごとがあって、それをやらないと試合には出れない。それをやって、プラスで色を出すのが彼らの世界では当たり前。そういった部分ではうちもやりたいことやっているだけではだめだし、そのレベルの高さっていうのは見習わなければいけないなと感じた」と話した[49]。

## 所属クラブ
ユース経歴
- 2003年 - 2008年 鹿島アントラーズジュニア
- 2009年 - 2011年 鹿島アントラーズジュニアユース
- 2012年 - 2014年 鹿島アントラーズユース（鹿島学園高等学校）
  - 2014年3月 -  同年12月 鹿島アントラーズ（2種登録選手）

プロ経歴
- 2015年 - 2019年7月 鹿島アントラーズ
  - 2015年 Jリーグ・アンダー22選抜
- 2019年7月 - 2021年 シント＝トロイデンVV
- 2022年 - 鹿島アントラーズ

## 個人成績
| 国内大会個人成績 | 国内大会個人成績   | 国内大会個人成績 | 国内大会個人成績 | 国内大会個人成績 | 国内大会個人成績 | 国内大会個人成績 | 国内大会個人成績 | 国内大会個人成績 | 国内大会個人成績 | 国内大会個人成績 | 国内大会個人成績 |
| 年度             | クラブ             | 背番号           | リーグ           | リーグ戦         | リーグ戦         | リーグ杯         | リーグ杯         | オープン杯       | オープン杯       | 期間通算         | 期間通算         |
| 年度             | クラブ             | 背番号           | リーグ           | 出場             | 得点             | 出場             | 得点             | 出場             | 得点             | 出場             | 得点             |
| 日本             | 日本               | 日本             | 日本             | リーグ戦         | リーグ戦         | リーグ杯         | リーグ杯         | 天皇杯           | 天皇杯           | 期間通算         | 期間通算         |
| ---------------- | ------------------ | ---------------- | ---------------- | ---------------- | ---------------- | ---------------- | ---------------- | ---------------- | ---------------- | ---------------- | ---------------- |
| 2015             | 鹿島               | 34               | J1               | 7                | 2                | 1                | 0                | 2                | 0                | 10               | 2                |
| 2016             | 鹿島               | 34               | J1               | 31               | 8                | 6                | 0                | 6                | 2                | 43               | 10               |
| 2017             | 鹿島               | 9                | J1               | 26               | 6                | 2                | 2                | 4                | 2                | 32               | 10               |
| 2018             | 鹿島               | 9                | J1               | 32               | 11               | 2                | 0                | 4                | 4                | 38               | 15               |
| 2019             | 鹿島               | 9                | J1               | 0                | 0                | 0                | 0                | 0                | 0                | 0                | 0                |
| ベルギー         | ベルギー           | ベルギー         | ベルギー         | リーグ戦         | リーグ戦         | リーグ杯         | リーグ杯         | ベルギー杯       | ベルギー杯       | 期間通算         | 期間通算         |
| 2019-20          | シント・トロイデン | 9                | ジュピラー       | 24               | 7                | -                | -                | 1                | 0                | 25               | 7                |
| 2020-21          | シント・トロイデン | 9                | ジュピラー       | 34               | 17               | -                | -                | 1                | 0                | 35               | 17               |
| 2021-22          | シント・トロイデン | 9                | ジュピラー       | 11               | 2                | -                | -                | 0                | 0                | 11               | 2                |
| 日本             | 日本               | 日本             | 日本             | リーグ戦         | リーグ戦         | リーグ杯         | リーグ杯         | 天皇杯           | 天皇杯           | 期間通算         | 期間通算         |
| 2022             | 鹿島               | 40               | J1               | 32               | 7                | 5                | 2                | 4                | 2                | 41               | 11               |
| 2023             | 鹿島               | 40               | J1               | 33               | 14               | 7                | 0                | 1                | 0                | 41               | 14               |
| 2024             | 鹿島               | 40               | J1               | 36               | 15               | 2                | 0                | 4                | 1                | 42               | 16               |
| 2025             | 鹿島               | 40               | J1               |                  |                  |                  |                  |                  |                  |                  |                  |
| 通算             | 日本               | 日本             | J1               | 197              | 63               | 25               | 4                | 25               | 11               | 247              | 78               |
| 通算             | ベルギー           | ベルギー         | ジュピラー       | 69               | 26               | -                | -                | 2                | 0                | 71               | 26               |
| 総通算           | 総通算             | 総通算           | 総通算           | 266              | 89               | 25               | 4                | 27               | 11               | 318              | 104              |

- 2014年は2種登録選手

その他の公式戦
| 2015   | J-22   | -      | J3     | 9 | 3 | 9 | 3 |
| 通算   | 日本   | 日本   | J3     | 9 | 3 | 9 | 3 |
| 総通算 | 総通算 | 総通算 | 総通算 | 9 | 3 | 9 | 3 |

- 2016年
  - Jリーグチャンピオンシップ 1試合0得点
- 2017年
  - FUJI XEROX SUPER CUP 1試合1得点

| 国際大会個人成績 | 国際大会個人成績 | 国際大会個人成績 | 国際大会個人成績 | 国際大会個人成績 | FIFA      | FIFA      |
| 年度             | クラブ           | 背番号           | 出場             | 得点             | 出場      | 得点      |
| AFC              | AFC              | AFC              | ACL              | ACL              | クラブW杯 | クラブW杯 |
| ---------------- | ---------------- | ---------------- | ---------------- | ---------------- | --------- | --------- |
| 2015             | 鹿島             | 34               | 0                | 0                | -         | -         |
| 2016             | 鹿島             | 34               | -                | -                | 3         | 1         |
| 2017             | 鹿島             | 9                | 8                | 4                | -         | -         |
| 2018             | 鹿島             | 9                | 14               | 2                | 0         | 0         |
| 2019             | 鹿島             | 9                | 0                | 0                | -         | -         |
| 通算             | AFC              | AFC              | 22               | 6                | 3         | 1         |

その他の国際公式戦
- 2016年
  - スルガ銀行チャンピオンシップ 1試合出場0得点

出場歴
- Jリーグ初出場 - 2015年4月19日 J3第6節 vs藤枝MYFC（藤枝総合運動公園サッカー場）
- Jリーグ初得点 - 2015年5月17日 J3第12節 vs福島ユナイテッドFC（とうほう・みんなのスタジアム）
- J1リーグ初出場・初得点 - 2015年9月12日 2nd第10節 vsガンバ大阪（カシマサッカースタジアム）

## タイトル

### クラブ
鹿島アントラーズユース
- Jユースカップ：1回（2014年）

鹿島アントラーズ
- J1リーグ：1回（2016年）
- Jリーグカップ：1回（2015年）
- 天皇杯 JFA 全日本サッカー選手権大会：1回（2016年）
- スーパーカップ：1回（2017年）
- AFCチャンピオンズリーグ：1回（2018年）

### 個人
- Jリーグ優秀選手賞：4回（2018年、2022年、2023年、2024年）
- J1リーグ月間MVP：2回（2018年7月、2024年5月）
- AFCチャンピオンズリーグ 大会最優秀選手賞：1回（2018年）
- TAG Heuer YOUNG GUNS AWARD：2回（2017年、2018年）